# Louis Riboulet
 (novembre 2019).
Louis Riboulet  (Saint-Alban-d'Ay, 15 janvier 1871 - 1944) est un écrivain, pédagogue et professeur de philosophie à l'Institution Notre-Dame de Valbenoîte de Saint-Étienne, auteur de plusieurs ouvrages traitant sur des méthodes d'enseignement.

## Biographie
Riboulet a fait ses premières études à l'école des Frères maristes de Saint-Alban-d'Ay. En 1886, il entre au séminaire de la même congrégation religieuse à Saint-Genis-Laval et trois ans après, obtient le titre d'instituteur.
Louis Riboulet a été chroniqueur dans plusieurs magazines d'éducation : Bulletin des Études, Revue Catéchistique, Revue Belge de Pédagogie.

## Œuvres
- Conseils sur le travail intellectuel : aux étudiants et aux jeunes maîtres
- Historie de la pédagogie
- L'Église et l'Éducation de l'ère chrétienne au XIVe siècle
- La Discipline préventive et ses éléments essentiels
- Manuel de psychologie appliquée à l'Éducation
- Pédagogie générale
- Méthodologie générale